# Lovro
Lovro je moško osebno ime.

## Izvor imena
Ime Lovro je različica imena Lovrenc.

## Pogostost imena
Po podatkih Statističnega urada Republike Slovenije je bilo na dan 31. decembra 2007 v Sloveniji število moških oseb z imenom Lovro: 1.104. Med vsemi moškimi imeni pa je ime Lovro po pogostosti uporabe uvrščeno na 157. mesto.

## Osebni praznik
V koledarju je ime Lovro zapisano skupaj z imenom Lovrenc; god praznuje 10. avgusta, 5. septembra ali pa 14. novembra.